# Mercedes Peón
Mercedes Peón Mosteiro (Oza dos Ríos, 1967), és una cantant i instrumentista gallega, considerada actualment com una de les veus més importants de Galícia. És una cantant reconeguda arreu de Galícia.

## Trajectòria
Als 13 anys escolta les pandereteiras de la Costa da Morte, la qual cosa li impulsa quan té 17 anys a recórrer els llogarets i pobles de Galícia, entre elles el llogaret dels seus avis materns Oza dos Ríos, recollint la música i tradicions del poble gallec per guardar-les i transmetre-les a les noves generacions. Va formar part del grup folklòric Xacarandaina. Al llarg de 17 anys de la seva vida es va dedicar a l'ensenyament de la música i el ball tradicionals de Galícia. Es va fer molt popular en presentar una secció al programa d'entreteniment Luar de la Televisió de Galícia, mostrant les seves recerques de més de 10 anys recorrent els llogarets gallecs a la recerca de la tradició oral i les músiques més ancestrals.
L'any 1986 va participar en diferents festivals folklòrics a Txecoslovàquia.
| « | "Vaig estar amb grups folklòrics, tots eren eslaus menys nosaltres que érem de Galícia, amb els vestits folklòrics i tot això i em va encantar ja. El que passa és que no van tenir un contacte amb el públic tan directe com aquest, i bé... em vaig amb la boca oberta, meravellada". | » |

Els seus primers enregistraments van ser col·laboracions amb altres artistes gallecs com Xosé Manuel Budiño, Os Diplomáticos de Monte-Alto, Alasdair Fraser, Kepa Junquera o amb l’antic grup de Manu Chao, Mano Negra.
En aquesta època va formar el grup Ajrú, amb el qual únicament gravaria uns temes recollits en el recopilatori Naciones Célticas II. Probablement el seu tema més popular és el tema principal de la sèrie Mareas Vivas de TVG.
En el 2000 dona vida a Isué, en el qual dona la seva interpretació personal als temes que havia guardat durant anys en la seva gravadora. La innovació és tan sorprenent que les recompenses llueven dins i fora del seu país. El tema Isué va ser considerat el millor disc per la revista Folkworld i una nominació a la Millor Artista de l'Any en la BBC Radio 3. També es produeix un canvi en el seu look, perquè decideix rapar-se al zero i desfer-se de la seva llegendària cabellera.
Mercedes Peón va participar en dues edicions del Festival d'Ortigueira, als anys 2002 i 2007, així mateix també en l'edició del festival Womex de 2010 a Copenhaguen.

## Discografia
| Títol   | Detalls                                         | Segell discogràfic |  |
| ------- | ----------------------------------------------- | ------------------ |  |
| Isué    | - Llançament: 2000 - Format: CD, Àlbum, Digipak | Resistencia        |  |
| Isué    | - Llançament: 2000 - Format: CD, Àlbum, Digipak | Resistencia        |  |
| Ajrú    | - Llançament: 2003 - Format: CD, Àlbum, Digipak | Discmedi           |  |
| Ajrú    | - Llançament: 2003 - Format: CD, Àlbum, Digipak | Discmedi           |  |
| Ajrú    | - Llançament: 2003 - Format: CD, Àlbum, Digipak | Discmedi           |  |
| Sihá    | - Llançament: 2007 - Format: CD, Àlbum, Digipak | Discmedi           |  |
| Sós     | - Llançament: 2007 - Format: CD, Albúm, Promo   | Do Fol Edicións    |  |
| Déixaas | - Llançament: 2018 - Formats: CD, Àlbum         | Altafonte          |  |
| Déixaas | - Llançament: 2018 - Formats: CD, Àlbum         | Altafonte          |  |
| Déixaas | - Llançament: 2018 - Formats: CD, Àlbum         | Altafonte          |  |
| Déixaas | - Llançament: 2018 - Formats: CD, Àlbum         | Altafonte          |  |
| Déixaas | - Llançament: 2018 - Formats: CD, Àlbum         | Altafonte          |  |
| Déixaas | - Llançament: 2018 - Formats: CD, Àlbum         | Altafonte          |  |

## Premis i nominacions
És una de les artistes gallegues més destacades dels primers anys del segle XXI.
- Ha rebut reconeixements a nivell internacional en l'àmbit de la música folk, com el premi al millor disc de la revista "Folkworld" (2000) pel disc "Isué".
- Va ser finalista en la categoria de millor artista de l'any (2000) als premis de ràdio BBC3.
- Va ser el Premio Nacional de Música el 2008.
- Premio da Crítica de Galicia, categoria Música, 2018.[7]
- Premi Alfredo Iglesias a Teo, 2023[8]

### Premis Mestre Mateo
| Any  | Categoria           | Producció      | Resultat  |
| ---- | ------------------- | -------------- | --------- |
| 2002 | Millor banda sonora | Mareas vivas   | Nominada  |
| 2022 | Millor banda sonora | O corpo aberto | Guanyador |